# Cochon de lait
 (juillet 2021).
Si vous disposez d'ouvrages ou d'articles de référence ou si vous connaissez des sites web de qualité traitant du thème abordé ici, merci de compléter l'article en donnant les références utiles à sa vérifiabilité et en les liant à la section « Notes et références ».

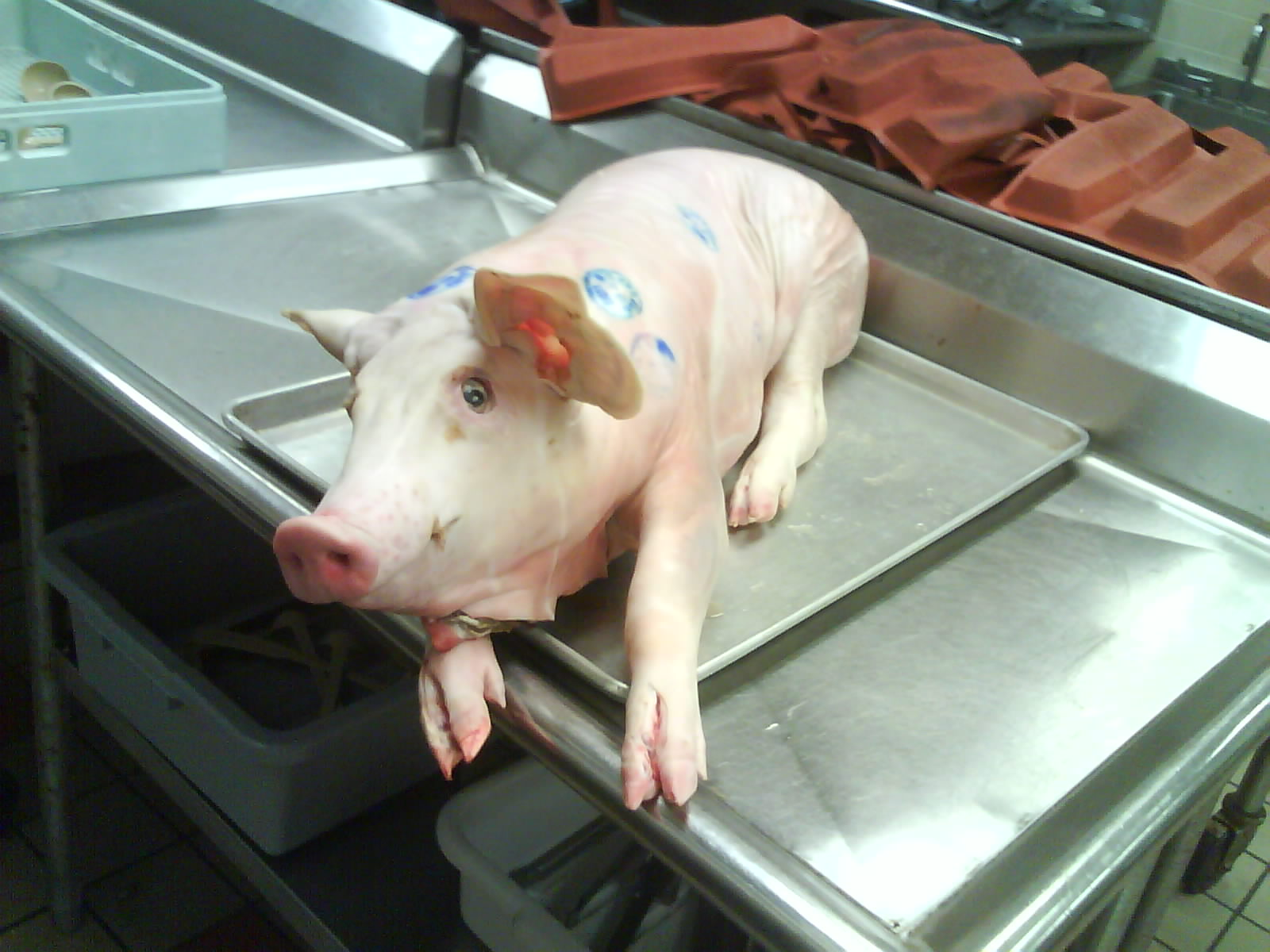
Cochon de lait.

Un cochon de lait est un jeune porcelet de moins de 15 kg nourri seulement du lait de sa mère. Il est abattu quand il a environ six semaines et cuit entier.

## France
Le cochon de lait est une des spécialités de la cuisine messine[réf. nécessaire].

## Espagne
Dans la gastronomie espagnole, le cochon de lait constitue un mets très répandu, appelé cochinillo asado ou toston. Il est traditionnellement rôti longuement au four à bois dans un plat en terre cuite, pour rendre la viande très tendre et la peau croustillante. Le cochinillo de Segovia (es) (Ségovie) est l'un des plus connus. Une tradition datant de 1930 veut que ce dernier soit découpé avec le bord d'une assiette.

## Portugal
Dans la gastronomie portugaise, on l'appelle leitao.

## Galerie

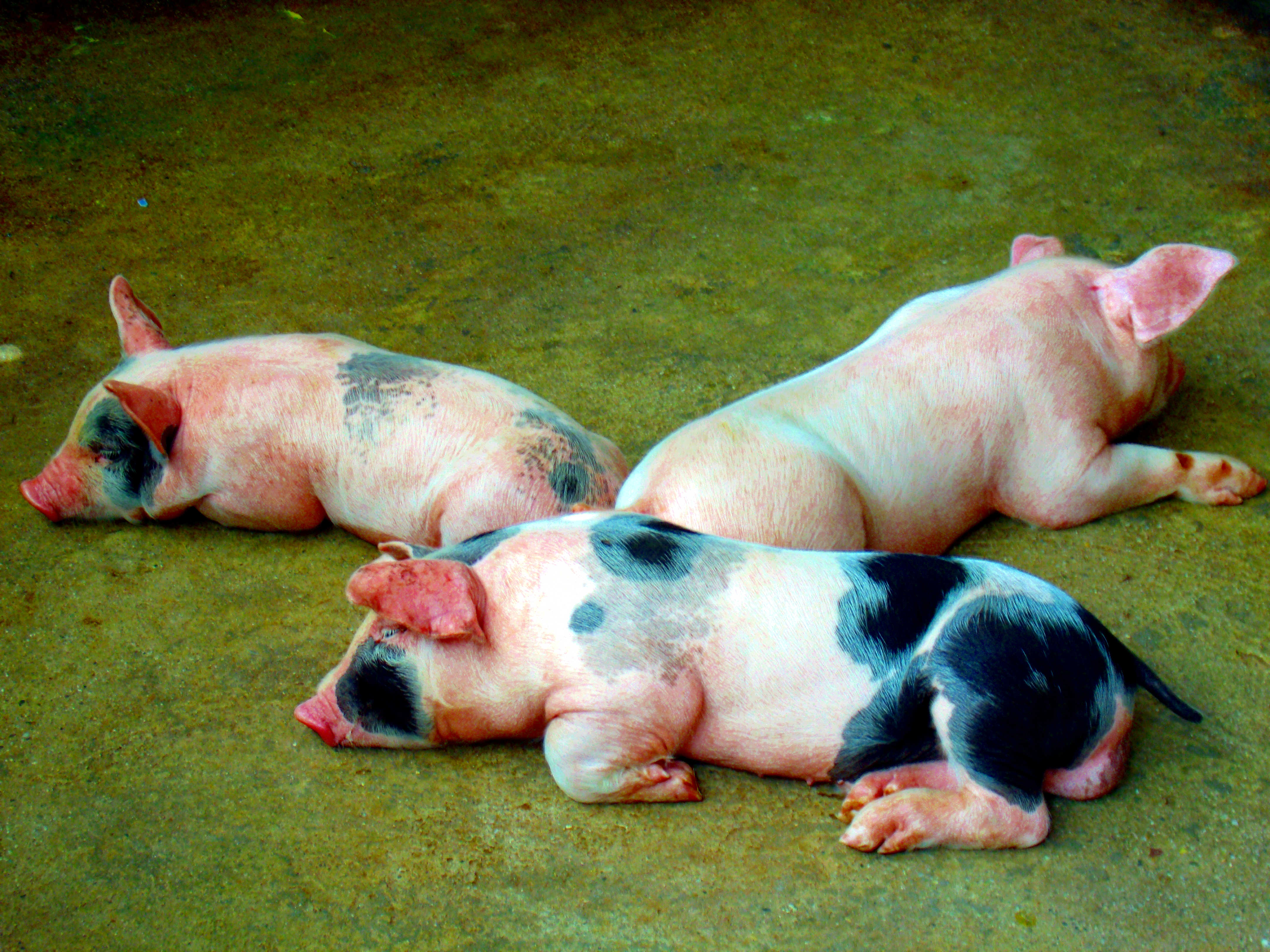
Cochons de lait du Venezuela.
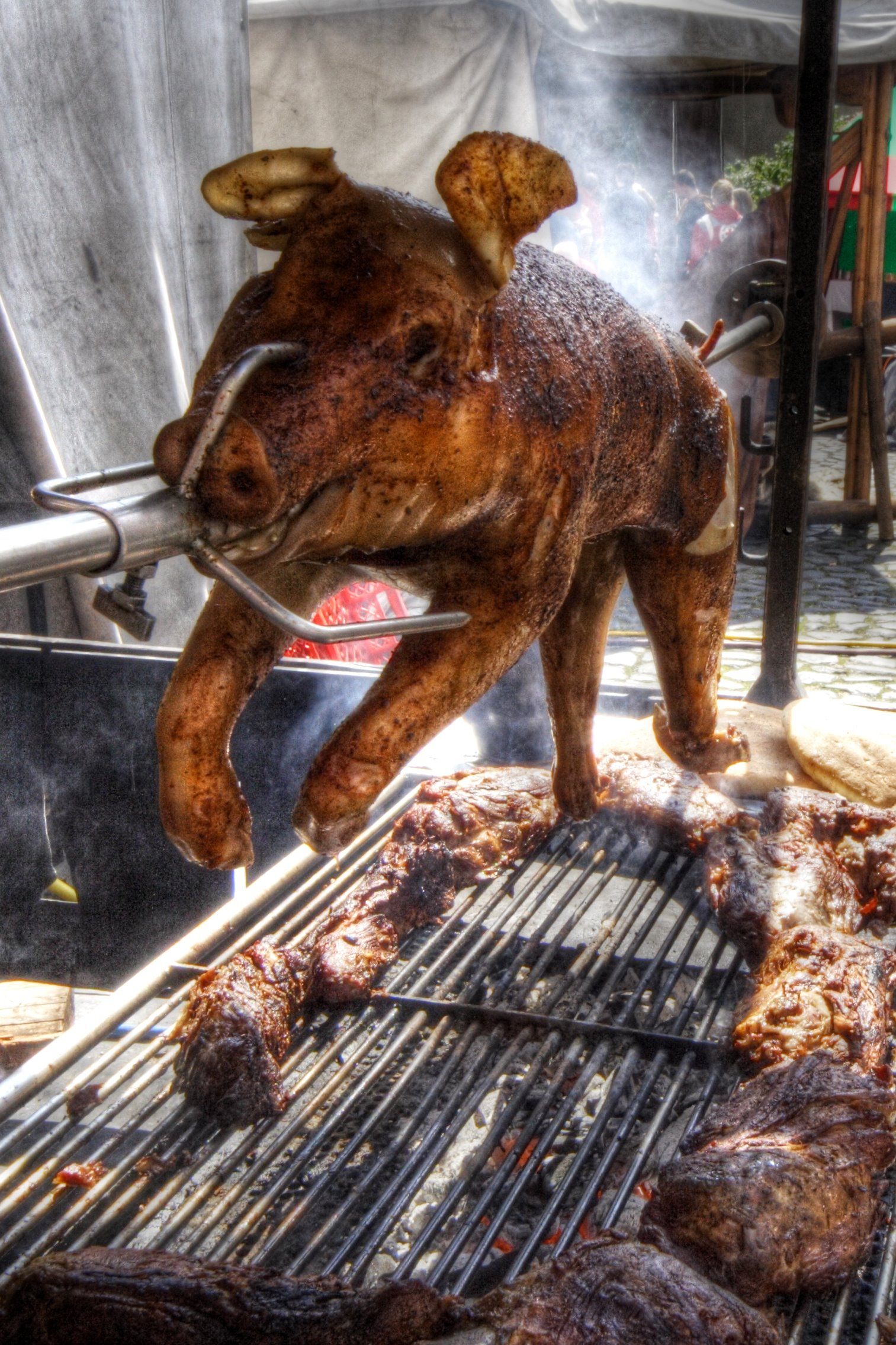
Cochon de lait grillé.
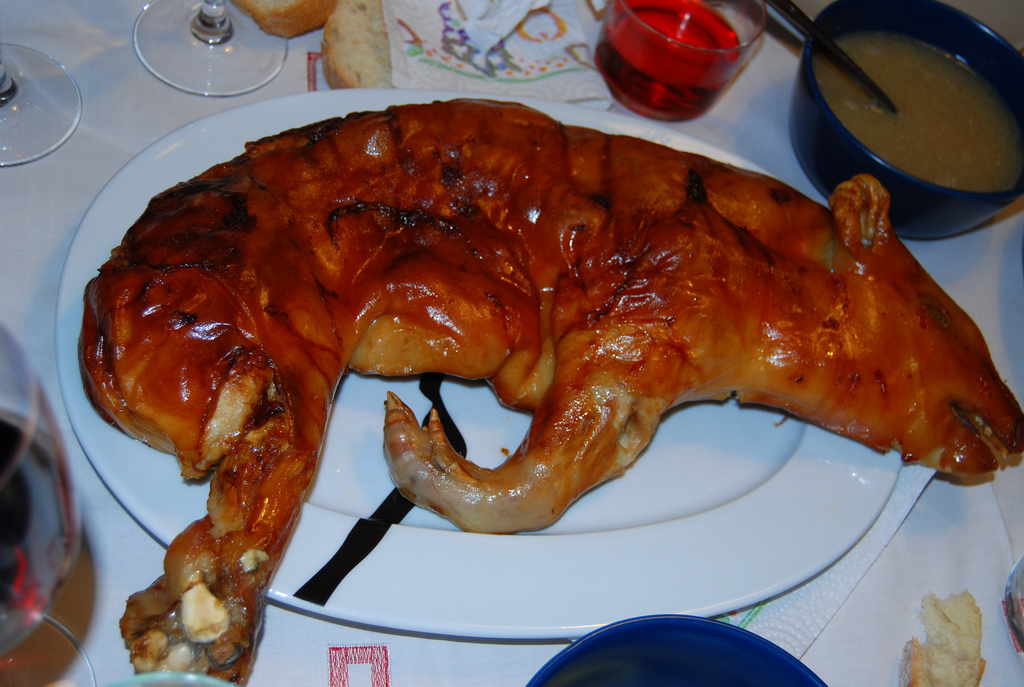
Cochinillo de Segovia servi à table, Espagne.
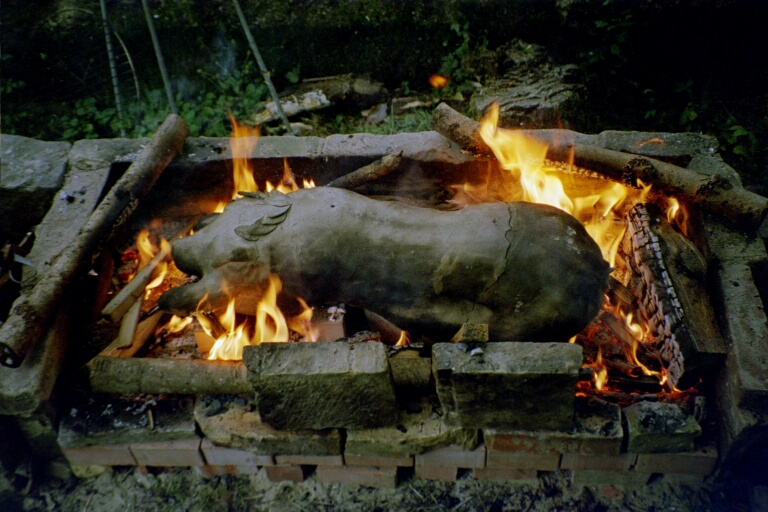
Cochon de lait enrobé d'une couche d'argile.